# Terbi(III,IV) oxide
Terbi(III, IV) Oxide, còn được gọi với cái tên khác là tetraterbi heptOxide, là một hợp chất vô cơ có thành phần chính gồm hai nguyên tố là terbi và oxy, có công thức hóa học được quy định là Tb4O7, mặc dù một số văn bản hóa học quyết định gọi nó với một công thức khác là TbO1,75.
Tb4O7 là một trong những hợp chất terbi, có giá trị về kinh tế – thương mại chủ yếu và là sản phẩm duy nhất chứa ít nhất một Tb(IV) (terbi ở trạng thái oxy hóa +4) cùng với Tb(III) ở trạng thái ổn định. Hợp chất này được sản xuất bằng cách gia nhiệt oxalat kim loại, với ứng dụng dùng sử dụng vào mục đích điều chế các hợp chất terbi khác. Terbi có tất cả ba Oxide chính yếu khác là: Tb2O3, TbO2 và Tb6O11.

## Tính chất hóa học
Terbi(III,IV) Oxide bị mất đi oxy khi nung nóng ở nhiệt độ cao. Hợp chất này đã được tìm thấy vào đầu năm 1916 khi cho hợp chất Tb4O7 làm chất xúc tác phản ứng của khí than (CO + H2) trong môi trường không khí, dẫn đến cháy nổ và phát ra lửa.

## Tổng hợp
Tb4O7 thường được tạo ra bởi sự bốc cháy của oxalat ở hoặc sunfat trong không khí. Các oxalat (ở 1000 ℃) thường được sử dụng, vì sunfat đòi hỏi nhiệt độ cao hơn, và nó tạo ra một sản phẩm gần như màu đen, bị lẫn bởi tạp chất Tb6O11 hoặc các Oxide giàu oxy khác.